# Escudo de Cangas de Morrazo

Escudo de Cangas.

El escudo de Cangas tiene una antigüedad comprobada de al menos 200 años, pero en realidad es mucho más antiguo, ya que data (con leves variaciones) de la Edad Media, cuando las tierras de Cangas pasan a depender directamente de los arzobispos de Santiago de Compostela y se construye el castillo arzobispal de Darbo.
Fueron, por lo tanto, los arzobispos compostelanos los que les dieron estas armas a Cangas. Por eso en el escudo predominan los elementos jacobeos (desde el bastón de peregrino, a la tumba del Apóstol o la cruz de Santiago y las vieiras -nótese además que el propio santo patrón de Cangas es el Apóstol Santiago, y a él está consagrada la antigua colegiata de la villa-). Solamente el sol heráldico (que forma parte también de la bandera) es un elemento “autóctono”, un antiguo símbolo de la villa.
Desde hace unos años, dada la complejidad del escudo y especialmente la dificultad de reproducción de sus lambrequines, se adoptó una forma simplificada del mismo, hoy ampliamente empleado en la rotulación y para fines turísticos, si bien carece de oficialidad.

## Descripción (blasón)
En campo de azur trae un bastón de peregrino de oro y una cruz de Santiago de gules pasados en sotuer, acompañados en jefe por un sol radiante figurado de oro, a los flancos por sendas veneras de plata y en punta por un sepulcro del apóstol Santiago de plata, en forma de arqueta, sobre nubes de lo mismo, superado por un cometa de ocho puntas de oro. Al timbre: lambrequines de oro, azur y plata y corona real cerrada.